# Adalbert Stifter
Adalbert Stifter (germană: [ˈʃtɪftɐ]; n. 23 octombrie 1805, Horní Planá⁠(d), Boemia de Sud, Cehia – d. 28 ianuarie 1868, Linz, Austria) a fost un scriitor, poet, pictor și pedagog austriac. El a fost cunoscut îndeosebi pentru peisajele naturale vii descrise în scrierile sale și a fost mult timp popular în spațiul cultural germanofon, rămânând aproape în întregime necunoscut cititorilor din alte spații lingvistice.

## Biografie

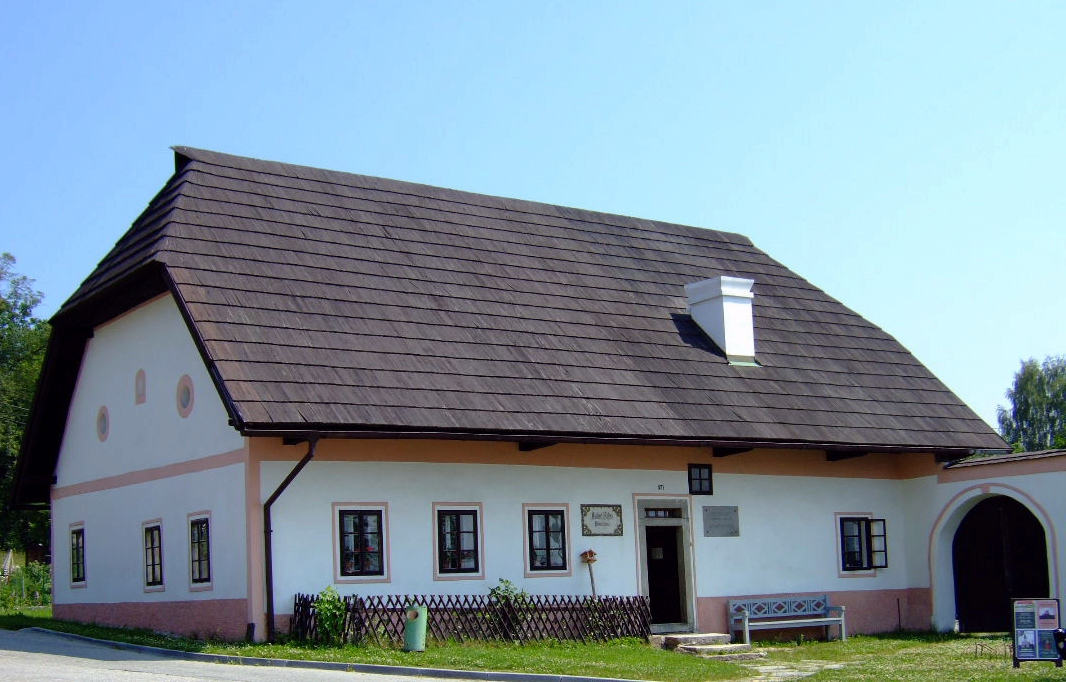
Casa din Horní Planá în care s-a născut Adalbert Stifter

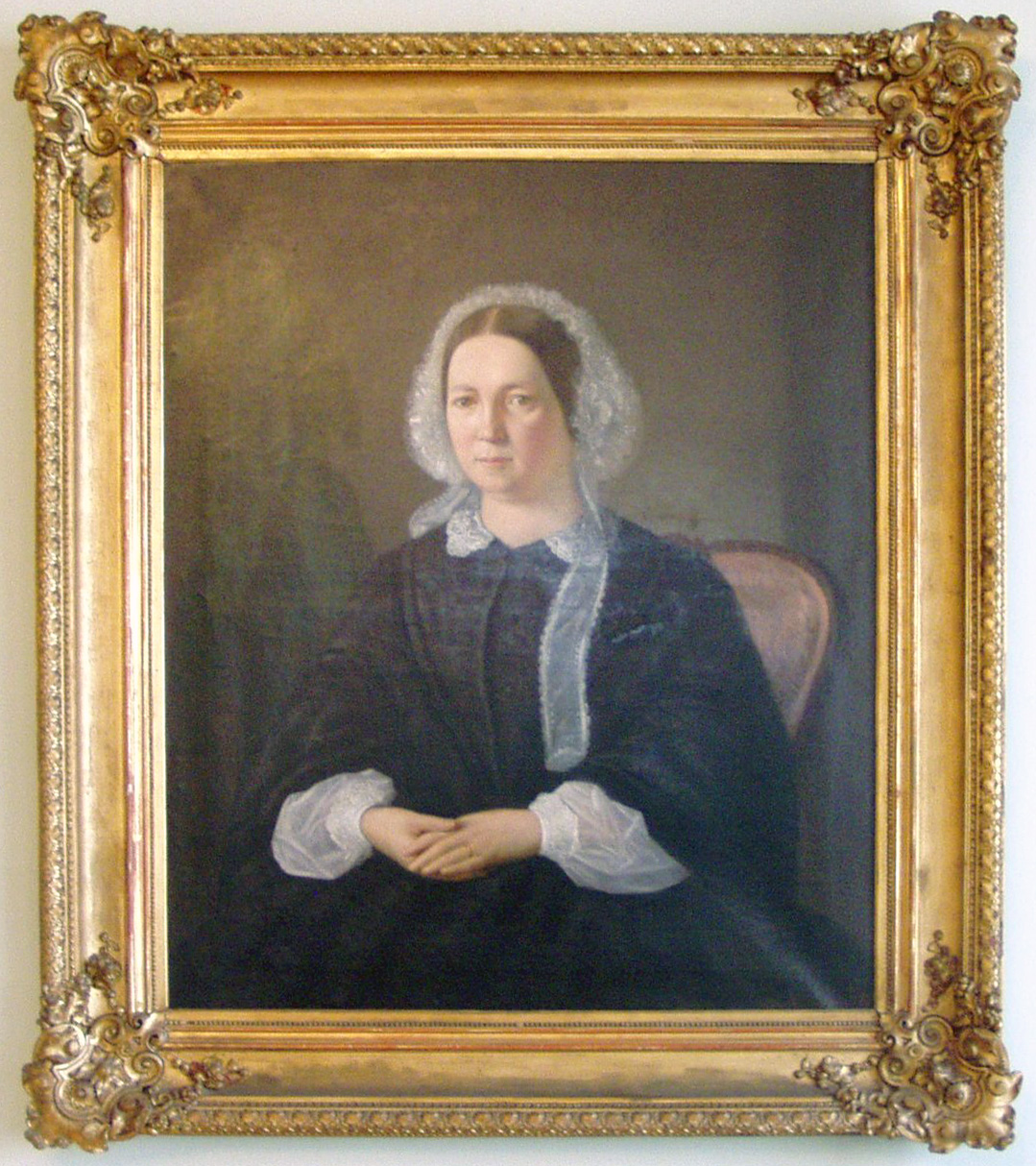
Amalia Mohaupt

Născut în localitatea Oberplan din Boemia (acum Horní Planá din Republica Cehă), el a fost fiul cel mare al lui Johann Stifter, un producător bogat de lenjerie din pânză, și al soției sale, Magdalena. Johann a murit în 1817, după ce a fost strivit de o căruță care s-a răsturnat. Stifter a fost educat la  Gimnaziul Benedictin din Kremsmunster și a mers la Universitatea din Viena în 1826 pentru a studia dreptul. În 1828 el s-a îndrăgostit de Fanny Greipl, dar după o relație care a durat cinci ani, părinții ei au interzis corespondența între ei, ceea ce i-a creat o mare suferință viitorului scriitor. În 1835 s-a logodit cu Amalia Mohaupt, cu care s-a căsătorit în anul 1837, dar căsătoria nu a fost una fericită. Neputând avea copii, Stifter și soția sa au încercat să adopte trei nepoate ale Amaliei în momente diferite. Una dintre ele, Juliana, a fugit de mai multe ori de acasă și în cele din urmă a dispărut, fiind găsită înecată în Dunăre patru săptămâni mai târziu.
În loc să devină funcționar de stat, el a devenit profesor particular pentru copiii aristocraților din Viena și a fost foarte apreciat ca atare. Printre elevii lui s-au aflat prințesa Anna Maria von Schwarzenberg și Richard Metternich, fiul lui Klemens Wenzel von Metternich. De asemenea, el a câștigat ceva bani din vânzarea de tablouri și a publicat prima povestire, „Der Condor”, în anul 1840. Povestirea a avut un succes imediat, determinându-l să urmeze o carieră de scriitor.
Stifter a vizitat Linzul în 1848 și s-a mutat acolo definitiv un an mai târziu, lucrând ca redactor al publicațiilor Linzer Zeitung și Wiener Bote. În 1850 a fost numit supraveghetor al școlilor elementare din Austria Superioară.
Sănătatea lui fizică și mentală a început să se deterioreze în 1863 și el a devenit grav bolnav de ciroză hepatică în 1867. Aflat într-o depresie profundă, și-a tăiat gâtul cu briciul în noaptea de 25 ianuarie 1868 și a murit două zile mai târziu.

## Activitate

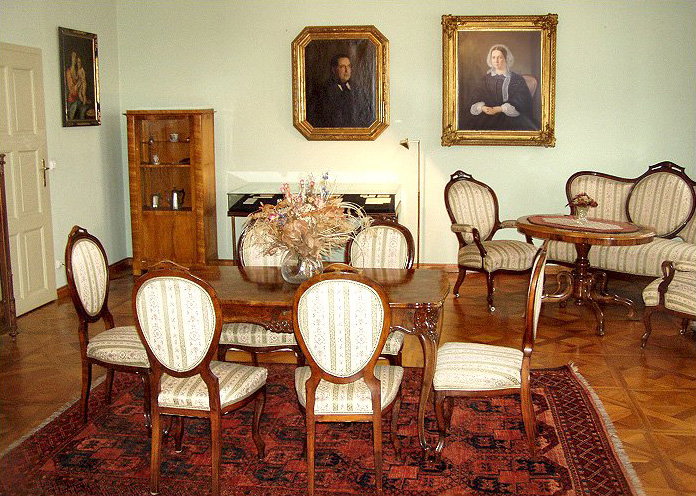
Biroul lui Stifter în casa lui din Linz

Opera lui Stifter se caracterizează prin urmărirea frumuseții; personajele sale încearcă să ducă o viață morală și trăiesc în peisaje superbe. Răul, cruzimea și suferința apar rareori la suprafața scrierilor sale, dar Thomas Mann a consemnat că „în spatele exactității descrierii liniștite a naturii, în particular, există în opera sa o predilecție pentru excesiv, elementar și catastrofal, patologic.” Deși considerat de unii a fi unidimensional în comparație cu contemporanii săi realiști și mai celebri, viziunea sa a lumii ideale reflectă adeziunea sa la mișcarea literară Biedermeier. După cum a spus Carl Schorske, „pentru a ilustra și a propaga conceptul său de Bildung, format din evlavia benedictină, umanismul german și convenționalismul Biedermeier, Stifter a dat lumii romanul Der Nachsommer”.
Majoritatea lucrărilor sale sunt povestiri lungi sau romane scurte, dintre care multe au fost publicate în mai multe versiuni, uneori radical schimbate. Capodoperele sale sunt romanele lungi Der Nachsommer și Witiko.
Der Nachsommer (1857) al lui Stifter și Die Leute von Seldwyla (Lumea din Seldwyla) al lui Gottfried Keller au fost considerate de Friedrich Nietzsche cele două romane germane mari ale secolului al XIX-lea. Der Nachsommer este considerat unul dintre cele mai bune exemple de Bildungsroman, dar a avut parte de recenzii mixte din partea criticilor vremii. Friedrich Hebbel a spus că va oferi coroana Poloniei oricui l-ar fi putut finaliza și l-a numit pe Stifter un scriitor interesat doar de „gândaci și de piciorul cocoșului”.
Witiko este un roman istoric cu acțiunea petrecută în secolul al XII-lea, o lucrare stranie criticată virulent de mulți critici, dar lăudată de Hermann Hesse și Thomas Mann. Dietrich Bonhoeffer și-a găsit alinare în lectura romanului Witiko în timp ce se afla în închisoarea Tegel în timpul regimului nazist.

## Influențe

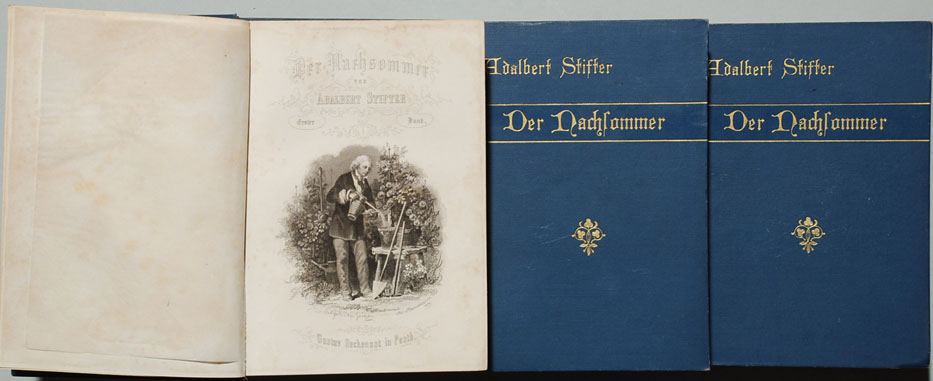
Der Nachsommer (Vara indiană)

În ediția germană a Amintirilor lui, Carl Schurz povestește o întâlnire cu fiica proprietarului hanului elvețian în care a fost cazat; cartea preferată a fetei era Studien de Adalbert Stifter. Această întâmplare a avut loc anterior anului 1852.
Stifter a fost considerat ca scriitor ce l-a influențat pe W. G. Sebald, iar W. H. Auden și Marianne Moore i-au admirat opera, aceasta din urmă traducând nuvela Bergkristall ca Rock Crystal împreună cu Elizabeth Mayer în 1945. Auden l-a inclus pe Stifter în poemul său „Academic Graffiti”, ca una dintre celebritățile literare descrise într-un poem  clerihew: „Adalbert Stifter / Was no weight-lifter: / He would hire old lags / To carry his bags”.
În romanul Lupul de stepă al lui Hermann Hesse, personajul principal Harry Haller se întreabă „dacă nu este timpul să urmeze exemplul lui Adalbert Stifter și să aibă un accident în timpul bărbieritului”.
Thomas Mann a fost, de asemenea, un admirator al lui Stifter, pe care l-a numit „unul dintre cei mai extraordinari, cei mai enigmatici, cei mai tainic îndrăzneți și cei mai ciudați naratori din literatura universală.” Rilke și Hugo von Hofmannsthal erau profund îndatorați artei sale.
Rilke și Hugo von Hofmannsthal au fost profund recunoscători artei sale.

## Producție recentă
În 2007 regizorul teatral german Heiner Goebbels, inspirat de scrierile lui Adalbert Stifter, a compus și regizat un spectacol muzical numit Stifters Dinge (Lucrurile lui Stifter), care a avut premiera în 2007, la Théâtre Vidy-Lausanne din Lausanne (Elveția).

## Lucrări
- Julius (1830)
- Der Condor (3 vol., 1839)

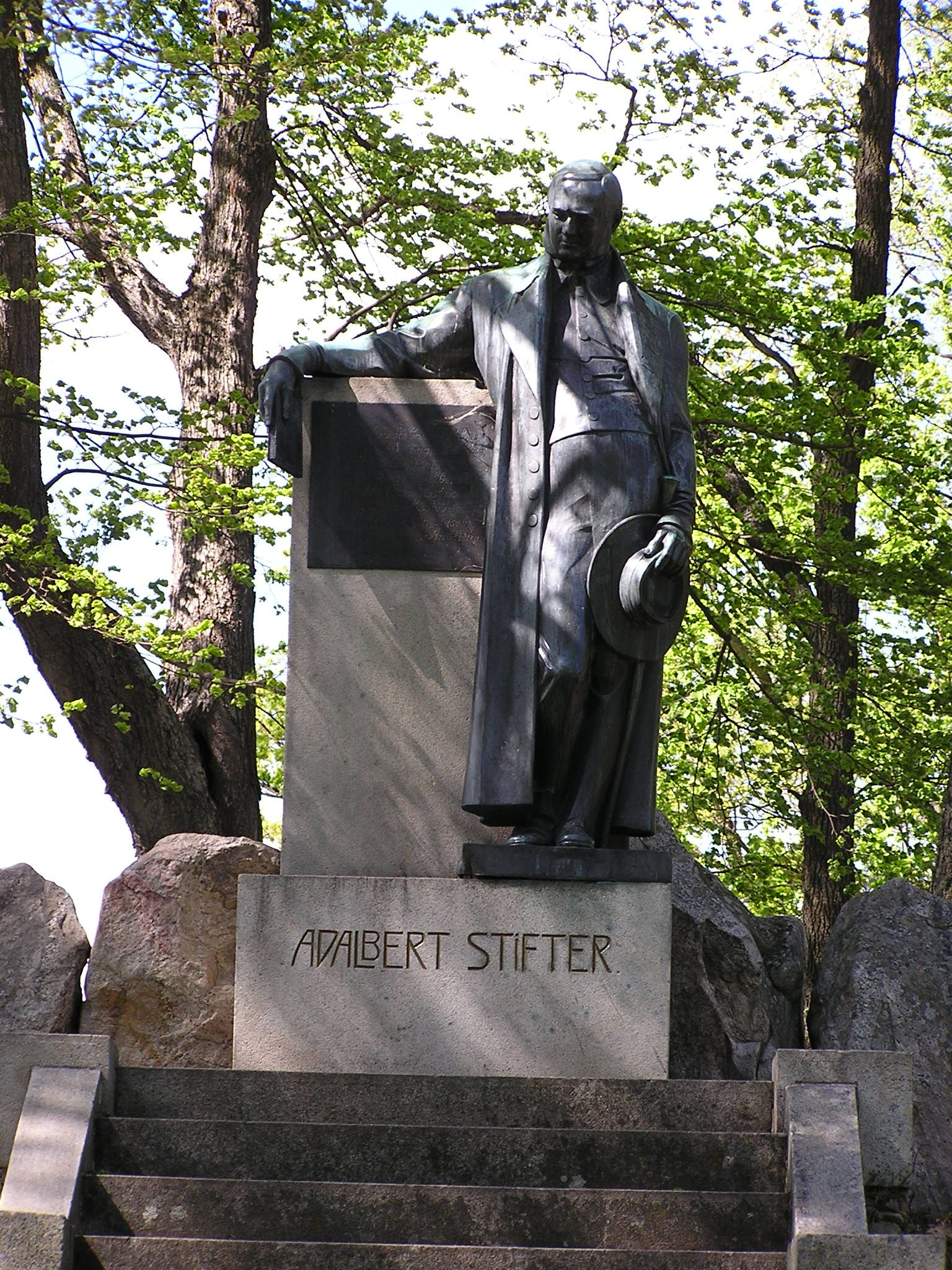
Statuia lui Stifter din Horní Planá

- Feldblumen ("Field Flowers") (1841)
- Das alte Siegel (1844)
- Die Narrenburg (1844)
- Studien (6 vol., 1844–1845)
  - Das Haidedorf ("The Village on the Heath") (1840)
  - Der Hochwald (1841)
  - Abdias (1842)
  - Brigitta (1844)
  - Der Hagestolz ("The Bachelors") (1845)
  - Der Waldsteig (1845)
- Der beschriebene Tännling (1846)
- Der Waldgänger ("The Wanderer in the Forest") (1847)
- Der arme Wohltäter (1848)
- Prokopus (1848)
- Die Schwestern ("The Sisters") (1850)

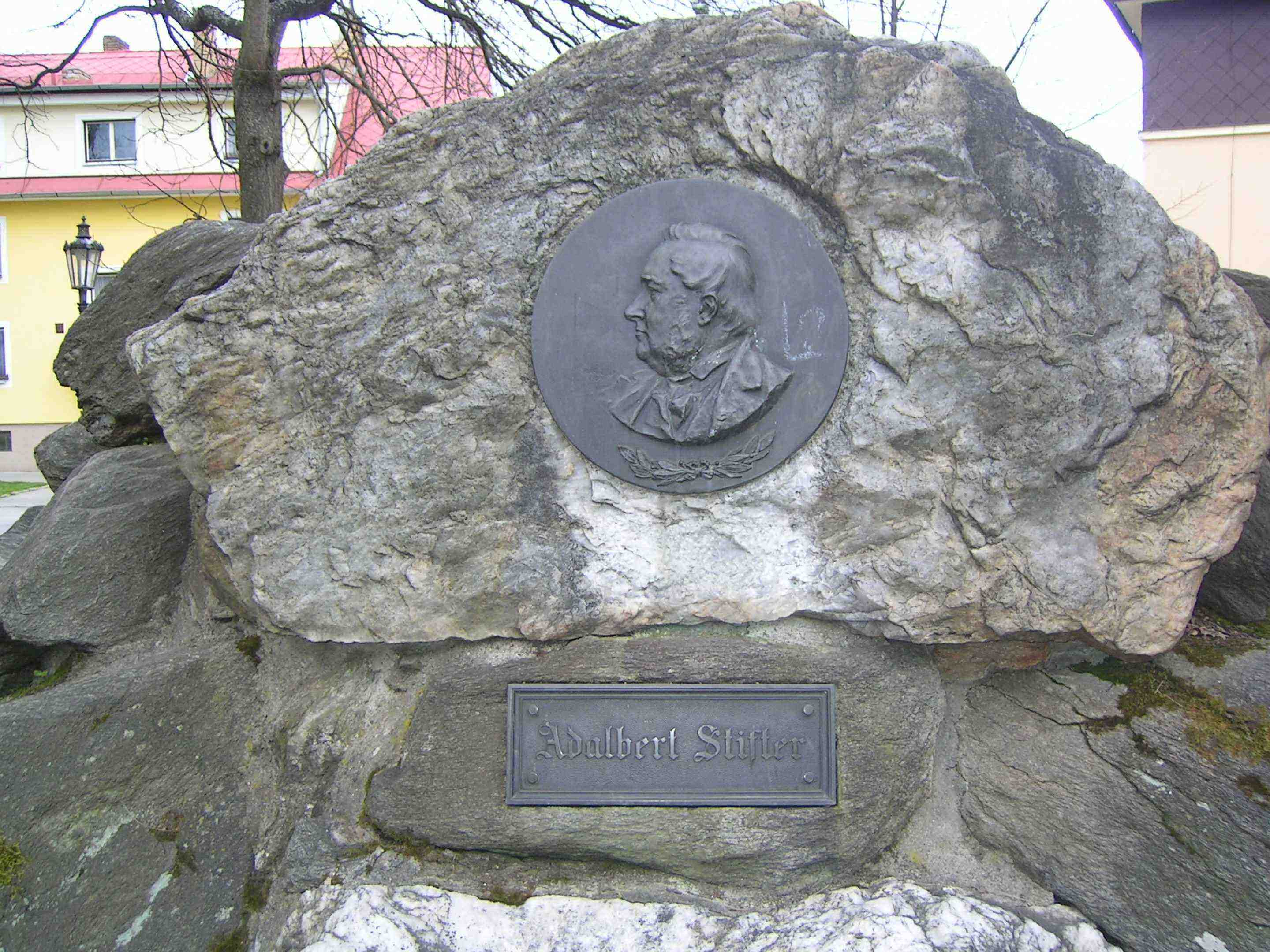
Placă în memoria lui Stifter în Frymburk (Republica Cehă)

- Bunte Steine ("Colorful Stones") (2 vol., 1853)
  - Granit („Granitul”)
  - Kalkstein ("Limestone")
  - Turmalin ("Tourmaline")
  - Bergkristall ("Rock Crystal")
  - Katzensilber ("Muscovite")
  - Bergmilch ("Moonmilk")
- Der Nachsommer ("Indian Summer") (1857)
- Die Mappe meines Urgrossvaters (1864)
- Nachkommenschaften (1865)
- Witiko (3 vol., 1865–1867) despre Witiko de Prčice și familia Rosenberg
- Der Kuß von Sentze (1866)
- Erzählungen ("Tales") (1869)
- Die Mappe meines Urgrossvaters (vol. I și II (neterminat), 1939)

### Lucrări traduse
- Castle Crazy ; and, Maroshely, tr. necunoscut 1851.
- Rock Crystal, tr. Lee M. Hollander, 1914.
- Rock Crystal, tr. Elizabeth Mayer și Marianne Moore, 1945. Reeditată de Pushkin Press în 2001 și de New York Review of Books în 2008.
- Brigitta, tr. Ilsa Barea, 1960.
- Limestone and Other Stories, Harcourt, Brace & World, tr. David Luke,  1968.
- The Recluse, Jonathan Cape, Cape Editions, tr. David Luke,  1968.
- Indian Summer, Peter Lang, tr. Wendell Frye, 1985.
- Brigitta and Other Tales, Penguin Press, tr. Helen Watanabe-O'Kelly, 1995.
- The Bachelors, Pushkin Press, tr. David Bryer, 2009.
- Tales of Old Vienna and other Prose, Ariadne Press, tr. Alexander Stillmark, 2016.

## Legături externe

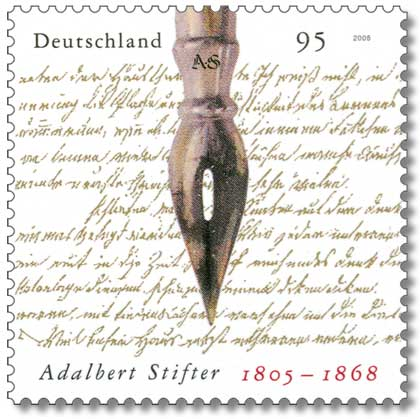
Timbru german ce comemorează 200 de ani de la nașterea lui Stifter